# Аделін (колонія)
Аделін (Аделин, Адолін, рос. Аделин, Адолин, пол. Adolin) — колишня німецька колонія у Жолобенській волості Новоград-Волинського повіту Волинської губернії та Токарівській сільській раді Ярунського району Волинської округи, Київської та Житомирської областей.
Розміщувалась за 25 км південно-західніше м. Новоград-Волинський. Мешканці сповідували лютеранство, відвідували лютеранський прихід у Новограді-Волинському.

## Демографія
В кінці 19 століття кількість населення становила 123 особи, дворів — 18, у 1906 році — 116 осіб, дворів — 20, у 1910 році — 55 осіб; у 1923 році — 126 осіб, кількість дворів — 20; у 1924 році — 175 осіб, 34 двори, у 1926 році — 186 осіб та 40 дворів.
Після Голодомору 1932-33 років в колонії не залишилось жодного жителя.

## Історія
В кінці 19 століття — колонія Жолобенської волості Новоград-Волинського повіту, за 18 верст від центру повіту.
В 1906 році колонія входила до складу Жолобенської волості (першого стану) Новоград-Волинського повіту. Відстань до повітового центру, м. Новограда-Волинського, складала 18 верст, до волосної управи в с. Жолобне — 4 версти. Поштове відділення — Новоград-Волинський.
У 1923 році увійшла до складу новоствореної Токарівської сільської ради, котра, від 7 березня 1923 року, стала частиною новоствореного Пищівського (від 23 вересня 1925 р. — Ярунський) району Житомирської (згодом — Волинська) округи. Розміщувалася за 9 верст від районного центру, с. Піщів, та 2,5 версти від центру сільської ради, с. Токарів.
Станом на 1 жовтня 1941 року не перебувала на обліку населених пунктів.